# Raths-Apotheke (Hameln)

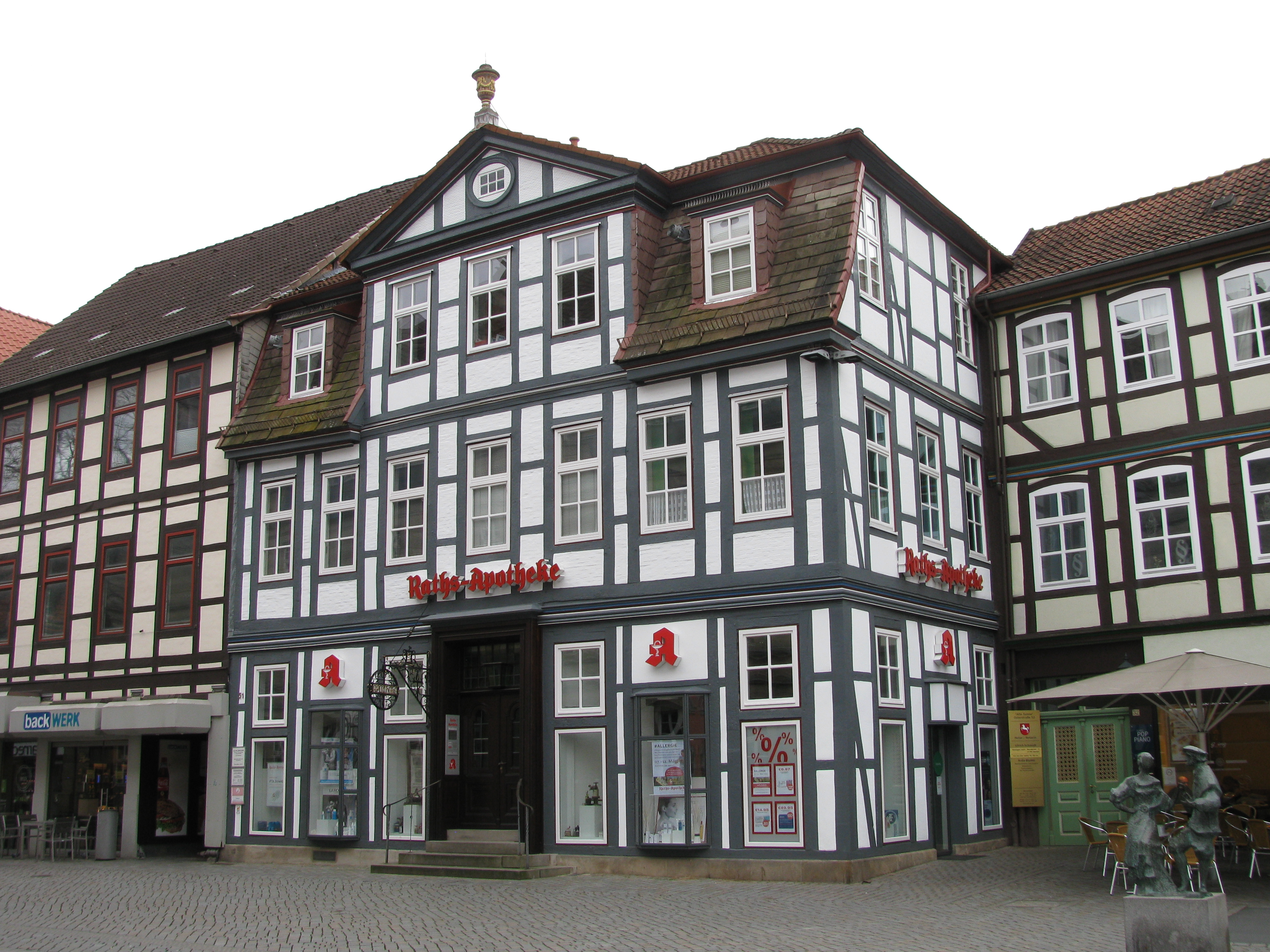
Raths-Apotheke in Hameln

Die Raths-Apotheke in Hameln ist ein klassizistischer Fachwerkbau in der Altstadt. Die Errichtung des Gebäudes an der Osterstraße ist auf das Jahr 1800 zu datieren. Auf dem Giebel thront ein urnenähnlicher Pokal. Das Gebäude steht unter Denkmalschutz.

## Geschichte
Die frühere Raths-Apotheke, 1611 vom Rat der Stadt Hameln begründet, befand sich lange Zeit im sogenannten Hochzeitshaus. 1779 wurde die Raths-Apotheke an Johann Friedrich Westrumb verpachtet. 1820/1821 wurde die Raths-Apotheke an Friedrich Sertürner verkauft. Der Umzug in das gegenüber liegende Gebäude Osterstraße 51 erfolgte 1863/1864 durch den Sohn Sertürners, Viktor Sertürner.

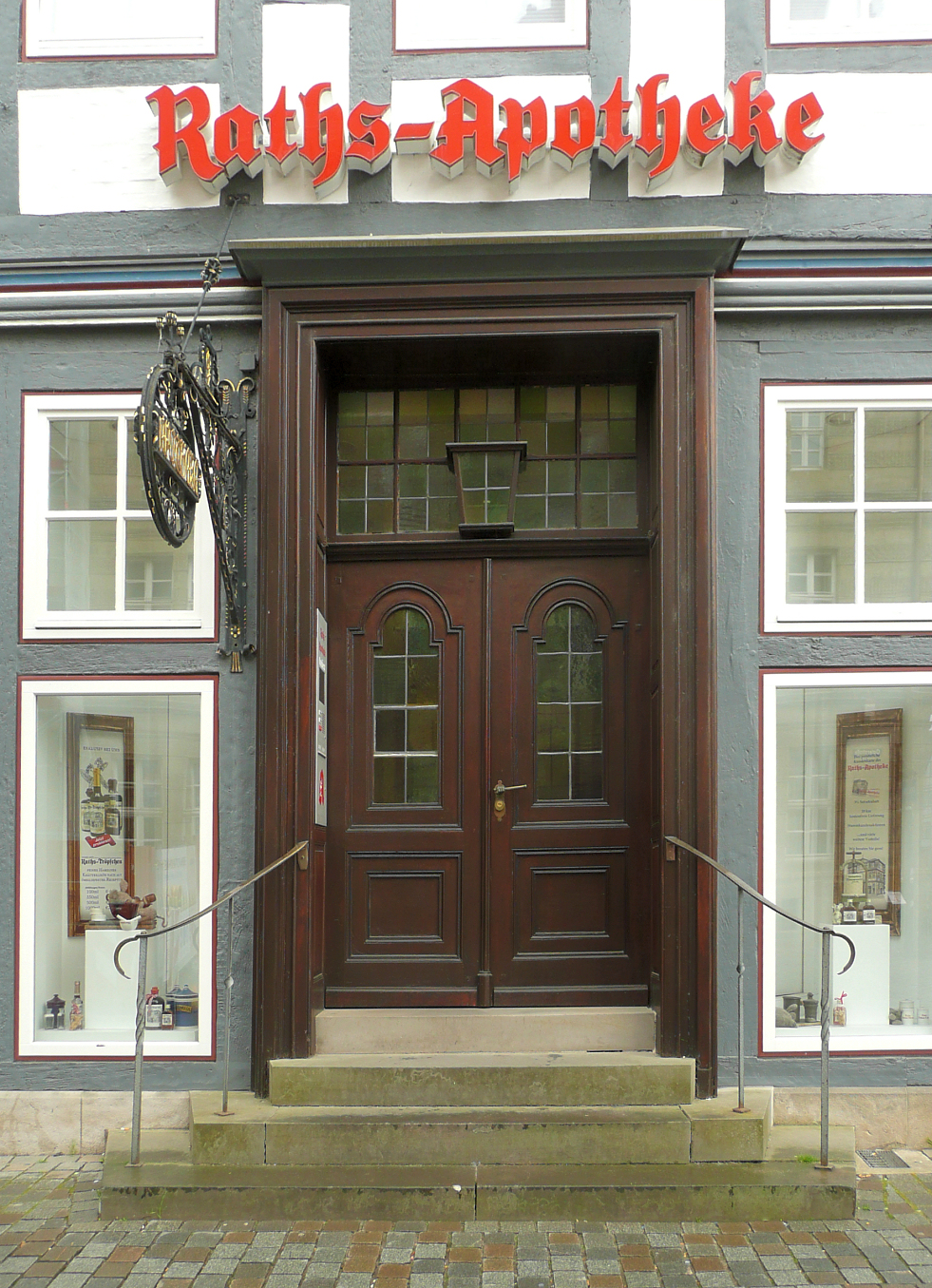
Eingang
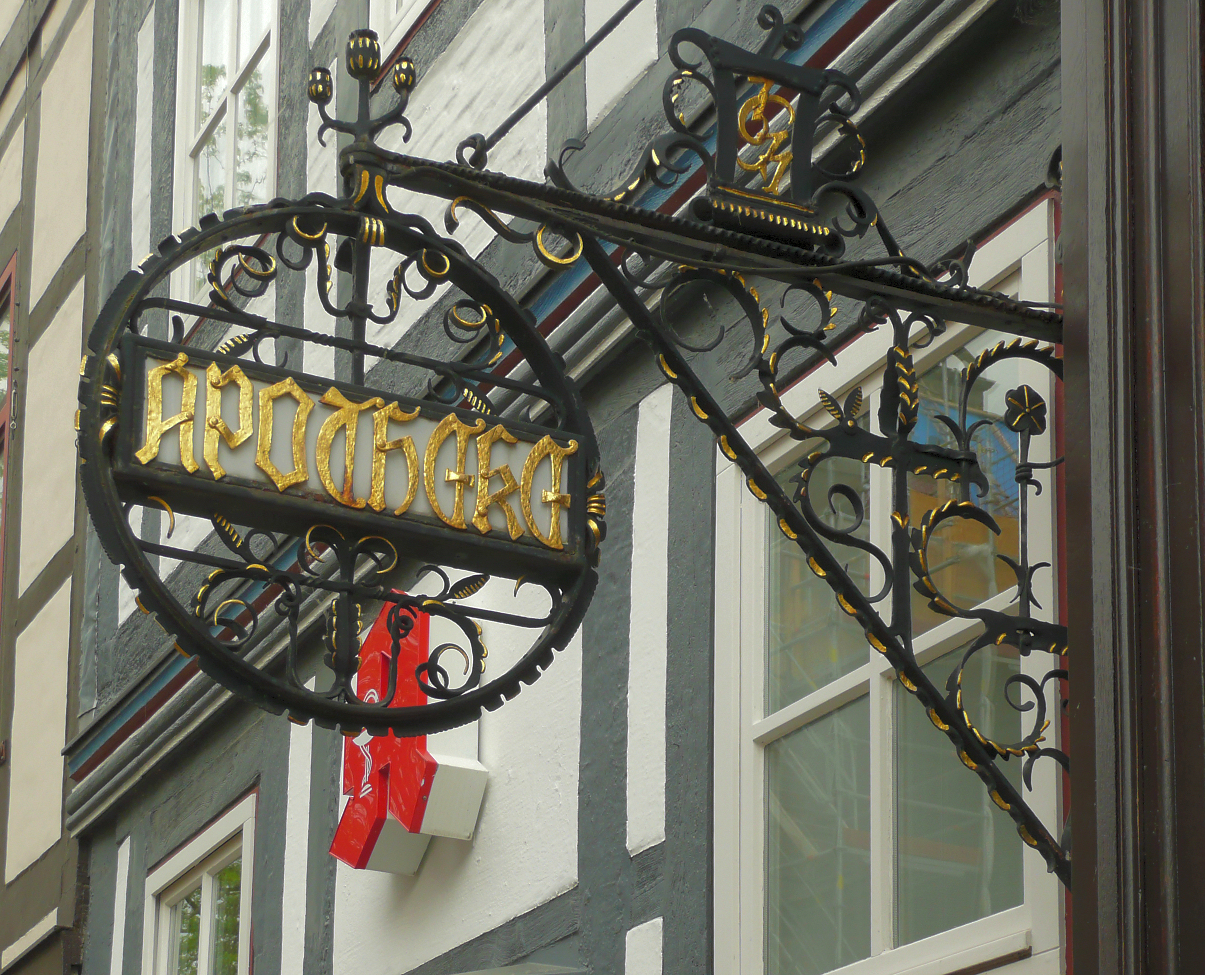
Zunftzeichen
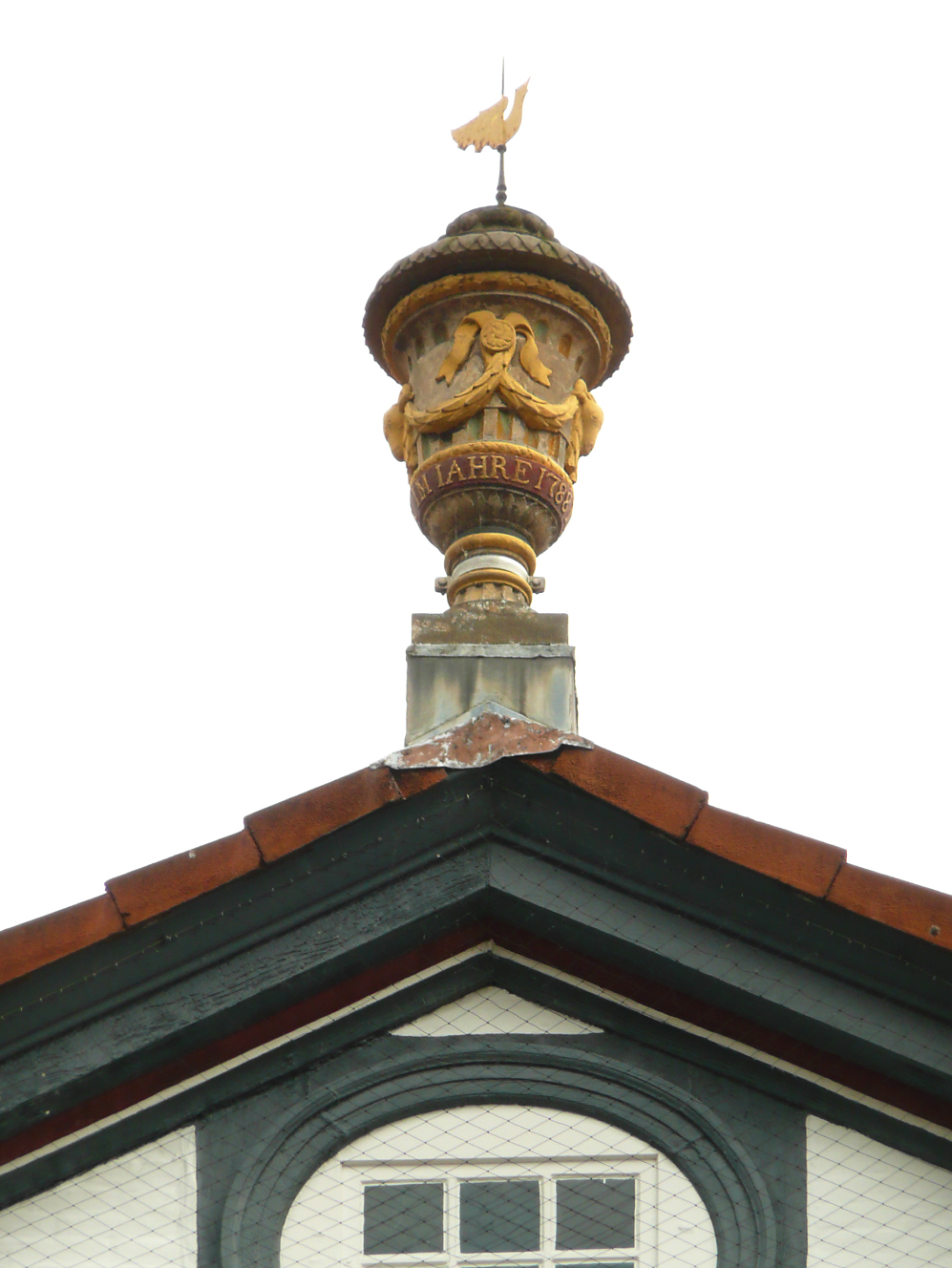
Dachpokal